# Adam Pengilly
Adam Pengilly, né le 14 octobre 1977 à Taunton, est un skeletoneur britannique. Au cours de sa carrière, il a notamment été vice-champion du monde lors des mondiaux 2009 derrière le Suisse Gregor Stähli. Par ailleurs, il est monté sur un podium en Coupe du monde.
Il est membre du Comité international olympique.

## Palmarès
| Compétitions / Année    | Compétitions / Année    | 2005 | 2006 | 2007 | 2008 | 2009 | 2010 | 2011 | 2012 |
| ----------------------- | ----------------------- | ---- | ---- | ---- | ---- | ---- | ---- | ---- | ---- |
| Jeux olympiques d'hiver | Jeux olympiques d'hiver | -    | 8e   | -    | -    | -    | 18e  | -    | -    |
| Championnats du monde   | Ind.                    | 15e  | -    | 9e   | 10e  | 2e   | -    | -    | 17e  |
| Championnats du monde   | Mixte                   | -    | -    | -    | -    | -    | -    | -    | -    |
| Championnats d'Europe   | Championnats d'Europe   | 5e   | 13e  | 7e   | 3e   | -    | -    | -    | -    |
| Coupe du monde          | Coupe du monde          | 18e  | 9e   | 5e   | 9e   | 26e  | 20e  | 31e  | 13e  |

### Coupe du monde
- 1 podium individuel : 1 troisième place.